# Maria Rydén
Karin Maria Rydén, född 20 augusti 1961 i Oskarströms församling, Hallands län, är en svensk sjuksköterska och moderat politiker som från november 2010 till januari 2018 var kommunalråd  inom den moderata kommunstyrelsegruppen i Göteborgs kommun.
Rydén utbildade sig på 1980-talet till sjuksköterska på Sophiahemmet i Stockholm och hon har arbetat såväl inom läkemedelsindustrin som utomlands. 1991 började Rydén på Sahlgrenska Universitetssjukhuset där hon arbetade på Transplantationscentrum som sjuksköterska i olika befattningar och som vårdenhetschef. Senast arbetade hon på kirurgmottagningen.
Hon har genom åren haft många politiska uppdrag, bland annat som ledamot av kommunfullmäktige 2002–2018. Hon har också varit vice ordförande i stadsdelsnämnden Centrum.
Maria Rydén avgick med omedelbar verkan från sina kommunala uppdrag i januari 2018 efter en granskning av tidningen GT där man redovisat missförhållanden vad gäller semesterresor på arbetstid och användning av resebolagens bonusförmåner. En förundersökning gällande misstankar om trolöshet mot huvudman inleddes. Den har senare lagts ner.